# Sóc bay lùn nhỏ
Sóc bay lùn nhỏ, tên khoa học Petaurillus emiliae, là một loài động vật có vú trong họ Sóc, bộ Gặm nhấm. Loài này được Thomas mô tả năm 1908. Chúng là loài đặc hữu của Malaysia.